# A számolás fejlődése gyerekeknél
A számolás fejlődése gyerekeknél. Veleszületett, számolást segítő idegi struktúrák hiányában az emberi agynak más, egyéb feladatoktól kölcsönzött idegi hálózatokkal kell pótolnia a direkt „számolási szerv” hiányát. Ennek ára kisebb sebesség, az erős koncentrációs igény és a megnövekedett hibázások számolás során.

## A számolási képességek eredete
A legtöbb kutató egyetért abban, hogy a megközelítő számtani mennyiségek megértése velünk született, viszont nem rendelkezünk kifejezetten a pontos szimbolikus számítások végrehajtását szolgáló veleszületett agyi mechanizmusokkal. A számolási képességek elsajátításában így a tanulásnak döntő szerepe van, amelynek során egyrészt különböző számolási algoritmusokat tanulunk meg (pl. összeadás és kivonás egyszerűsítésére), másrészt direkt módon a szemantikus emlékezetünkre is támaszkodunk (például a szorzótábla memorizálása).
Ugyan a pontos szimbolikus számítások módját tanulás útján sajátítjuk el, mégis, egyes kutatók bizonyos számolással kapcsolatos alap képességekben veleszületettséget feltételeznek.
Rochel Gelman és Randy Gallistel szerint több számlálási alapelvet a gyerekek tanulás nélkül is ismernek. Ilyen elv például, hogy számláláskor minden tárgyat csak egyszer kell megszámlálni. Automatikusan megértik, hogy a számneveket mindig ugyanolyan sorrendben kell mondani, valamint, hogy a számlálás során az utolsó kimondott szám a halmaz egészének számosságát jelöli.

## A számolási képességek fejlődése

### Csecsemők számolási képességei
Karen Wynn nagy vitát kiváltó kísérleteiben már 5 hónapos csecsemőknél kimutatta, hogy képesek a legegyszerűbb összeadási és kivonási műveletekre. Eredményei szerint a csecsemők nem várják azt, hogy miután egy paraván mögé két bábut raknak be, a paraván felemelésekor csak egy bábu látható (1 + 1 = 1). Ezzel szemben „nem lepődnek meg”, amikor az elvárásainak megfelelően két bábut látnak a paraván felemelését követően. Wynn hasonló módszerrel talált bizonyítékokat a korai kivonási képességekre is. Ez esetben a csecsemők akkor mutatták a meglepődöttség jeleit, amikor azt látták, hogy miután egy paraván mögé két bábut helyeztek el majd egyet láthatóan kivettek a paraván mögül, mégis a paraván felfedésekor kettő bábu maradt (2-1 =2).

### Óvodás kor (3-5 éves)
Már 2-3 éves korban megfigyelhető, hogy a gyerekek képesek rámutatással megszámlálni tárgyakat. Karen Wynn szerint ilyen idős korban a gyerekek már nem csak látott tárgyakat, hanem különböző forrásból származó hangokat is képesek megszámolni, vagyis megértik, hogy a számlálás mindenféle látott és hallott tárgyra egyaránt érvényes elvont eljárás.
3,5 éves korban megértik a gyerekek, hogy a tárgyak számosságának megállapításakor, ha egy tárgyat csak egyszer számlálnak meg, akkor a sorrend nem fontos, ugyan azt az eredményt kapják, ha egy másik tárgynál kezdik a számolást. Ilyen idős korban már érzékenységet mutatnak a számlálási hibákra is, vagyis észreveszik, ha valaki rossz sorrendben mondja a számokat, elfelejt megszámolni egy elemet, vagy valamit kétszer számol meg. Ezeket a hibákat el tudják különíteni attól, ha valaki szokatlan módon, de helyesen számol.
Bár a gyerekek már 3,5 éves korukban képesek a halmazok elemeinek megszámlálására, vagyis tudják, hogyan kell számolni, negyedik életévük végéig még nem értik meg, hogy mire jó a számlálás, mi a számlálás jelentése (pl. ha megszámolják a játékaikat, akkor annyi játékuk van, amennyi a számlálás eredménye). A számlálás funkciójának megértése, a mennyiség és a számlálás közötti kapcsolat megértése négyéves kor végére tehető.

### A számolási algoritmusok
A gyerekek 6–7 éves korukig számolási algoritmusok sorát sajátítják el. Ezek egy részét önmaguktól találják ki, más algoritmusokat kortársaiktól utánzás révén is átvesznek. A stratégiák többsége kezdetben az ujjak segítségével való számláláson alapul.

#### Összeadási eljárások
- Ujjak használatával összeadnak két halmazt (pl. 2 + 4 esetében, először két ujjával elszámol kettőig, majd négy másik ujjával négyig, majd összeszámolja az ujjakat).
- Először elszámolnak az első számjegyig (2) majd annyi lépést haladnak előre amennyit a második halmaz megkíván (4).
- Két szám összeadásakor az egyiktől kiindulva a másikat hozzászámlálják (pl. kettőtől indul és hozzá számol még négyet).
- Minimumstratégia: két szám összeadásakor a nagyobb számtól indulva hozzászámlálják a kisebbet (pl. 2 + 4 összeadásakor a 4-től indulva hozzászámolnak kettőt). A formális iskolai képzés előtt ez a standard algoritmus jellemzi a legtöbb gyerek számításait.

#### Kivonási eljárások
- Két szám kivonásakor a nagyobbik számtól kezdve leszámolja a kisebbik számot (8-2 esetében 8-tól 2-t visszafele leszámol). Ezt a stratégiát akkor alkalmazzák, ha a kivonandó szám kisebb, mint a nagyobb szám fele.
- Azt számolja meg, hogy hány lépésben lehet eljutni a kisebbik számtól a nagyobbik számig. (8-6 esetében megszámolja, hogy 6-tól hány lépésben lehet eljutni 8-ig). Ezt a stratégiát akkor alkalmazzák, ha a kivonandó szám nagyobb, mint a nagyobb szám fele.

#### Kommutativitás elvének megértése
A legtöbb esetben a gyerekek már 5 évesen intuitív módon megértik a kommutativitás elvét, vagyis azt, hogy összeadás esetén a két tag felcserélhető (a + b és b + a mindig egyenlő egymással).

### A szemantikus emlékezet szerepe
A gyerekek a szorzás műveletét már a formális oktatás kerete között sajátítják el. A szorzótábla megtanulását követően a fejben való szorzás művelete során egy emlékezeti táblázatból (szemantikus emlékezet) hívják elő az eredményeket. A fejben való szorzás sebessége tehát emlékezeti előhívás sebességével van összefüggésben, ami a gyakorlás függvénye. A nagyobb számjegyekkel való szorzást kevesebbet gyakoroljuk, ezért bizonyos esetekben a felnőttek is kiegészítő közvetett módszereket alkalmaznak (pl. 9 x 7 műveletet 10 x 7 – 7 formában).